# Woiwodschap Lubusz

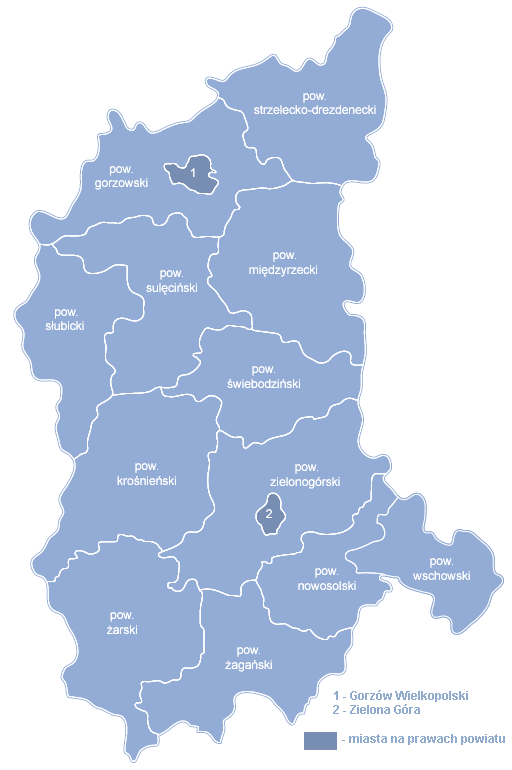
Powiats in Woiwodschap Lubusz

De woiwodschap Lubusz (Pools: Województwo lubuskie, uitspraak: [vɔjɛˈvut͡stfɔ luˈbuskʲɛ], ong. vojevoetstfo loeboeskië) is een woiwodschap in het westen van Polen. Het grenst aan de woiwodschappen West-Pommeren (Zachodniopomorskie), Groot-Polen (Wielkopolskie) en Neder-Silezië (Dolnośląskie). De woiwodschap Lubusz heeft een oppervlakte van 13.985 km² met 975.000 inwoners (2023).
Lubusz ontstond op 1 januari 1999 door samenvoeging van de toenmalige woiwodschappen Zielona Góra en Gorzów Wielkopolski.
De twee hoofdsteden van Lubusz zijn Zielona Góra en Gorzów Wielkopolski.

## Geschiedenis
De naam verwijst naar het historische Land Lebus, een middeleeuwse landstreek aan beide zijden van de Oder. Aan de Duitse oever van de Oder ligt het stadje Lebus dat naar dezelfde landstreek verwijst. Van 1133 tot 1598 was het land eigendom van de prins-bisschoppen van Lebus.
Tot 1945 behoorde het gebied van de huidige woiwodschap Lubusz tot de Pruisische provincie Brandenburg en bestond de bevolking voor het overgrote deel uit Duitsers, waaronder prins Bernhard. Het gebied ten oosten van de Oder stond in Pruisen bekend als Neumark.

## Grootste steden
(cijfers bevolking 2006)
1. Gorzów Wielkopolski (Landsberg an der Warthe)– 125.416 (86,03 km²)
2. Zielona Góra (Grünberg)– 118.221 (58,32 km²)
3. Nowa Sól (Neusalz an der Oder)– 40.451 (21,56 km²)
4. Żary (Sorau)– 39.051 (33,24 km²)
5. Żagań (Sagan)– 26.635 (39,92 km²)
6. Świebodzin (Schwiebus)– 21.691 (10,54 km²)
7. Kostrzyn nad Odrą (Küstrin) – 19.952 (46,17 km²)
8. Międzyrzecz (Meseritz)– 18.698 (10,26 km²)
9. Sulechów (Züllichau)– 17.929 (6,80 km²)
10. Słubice (Dammvorstadt) – 17.265 (19,20 km²)
11. Gubin (Guben)– 17.055 (20,68 km²)

Stadsdistricten:
Gorzów Wlkp. · Zielona Góra 

Districten:
Gorzów · Krosno · Międzyrzecz · Nowa Sól · Słubice · Strzelce-Drezdenko · Sulęcin · Świebodzin · Wschowa · Zielona Góra · Żagań · Żary
Ermland-Mazurië · Groot-Polen· Heilig Kruis · Klein-Polen · Koejavië-Pommeren · Łódź · Lublin · Lubusz · Mazovië · Neder-Silezië · Opole · Podlachië · Pommeren · Silezië · Subkarpaten · West-Pommeren